# Loscil
Скотт Морган (англ. Scott Morgan) — канадский электронный музыкант, работающий в жанре эмбиента  под псевдонимом Loscil и участвующий (ударные, саксофон) в инди-группе Destroyer. Имя Loscil происходит от названия функции (англ. loscil, от looping oscillator) в языке программирования Csound. Скотт проживает в Ванкувере, он изучал музыку в Университете Саймона Фрейзера и работает звукорежиссёром в игровой индустрии.
Карьера музыканта Моргана началась в 1998 г. как часть мультимедийного коллектива Multiplex. Самостоятельно изданный им альбом A New Demonstration of Thermodynamic Tendencies (рус. новая демонстрация термодинамических тенденций) привлек внимание экспериментального звукозаписывающего лейбла Kranky, согласившегося выпустить первый полноценный альбом Моргана в 2001 г. — Triple Point (рус. тройная точка) с 6 уже изданными и 4 новыми композициями.
Вскоре Скотт перешёл к выпуску следующего альбома Submers (нем. Submers — погружения) с водной тематикой: каждая композиция альбома названа именем подводной лодки, последняя из которых создана в честь погибших на русской подводной лодке К-141 «Курск».
Его альбом First Narrows (отсылка к официальному названию моста в Ванкувере, известного как «Львиные ворота») 2004 г. характерен включением импровизированных выступлений приглашенных музыкантов: Нина Рэйни (виолончель), Тим Лоуэн (гитара), Джейсон Цумпано (электропианино). В результате композиции этого альбома более органичны и свободны по характеру, чем предыдущие работы Скотта, исполненные в одиночку. В том же году восемь композиций Моргана были включены в саундтрек документального фильма ScaredSacred удостоенного наград режиссёра-документалиста Велкроу Риппера.
Тема четвёртого альбома, выпущенного в 2006 г., продолжает концептуальное восхождение каждого отдельно взятого альбома: от субатомного уровня Tripple Point и водных глубин Submers к земной тверди First Narrows и небу Plume (рус. струйка). Альбом продолжает музыкальную интеграцию других музыкантов в свои эмбиентные композиции, в том числе Джоша Линдстрома (вибрафон, ксилофон), Кристу Маршалл и Стивена Вуда (гитара), Джейсона Цумпано (электропианино).
Следующий альбом Stases (фр. stases — стазисы) создан из фоновых дронов с других альбомов Loscil, выпущен сетевым лейблом One для свободного скачивания с сайта.
Кроме полноформатных выпусков на компакт-дисках, Скотт Морган издал виниловый мини-альбом на новозеландском лейбле Involve, несколько раз его композиции участвовали в компиляциях, в том числе на сборнике Idol Tryouts: Ghostly International Vol. 2 лейбла Ghostly International. Морган выступал на фестивалях Mutek (в 2004 и 2007 гг.), Decibel (в 2004 и 2005 гг., а также в 2010 г. — на курируемом фестивалем мероприятием вне основной программы) и New Forms, гастролировал по Европе с коллегами по лейблу Kranky — группой Stars of the Lid.
Также несколько композиций Скотта Моргана вошли в саундтрек к игре Osmos.